# Dossun! Ganseki Battle
Dossun! Ganseki Battle (どっすん！ 岩石バトル Dossun! Ganseki Batoru?, literalmente: ¡Dossun! Batalla de rocas) es un videojuego de lógica lanzado en 1994 para la consola Super Nintendo por I'MAX.

## Historia
Hace mucho tiempo, en Cleo, existían Piedras de Poder. Cuando piedras semejantes entraban en contacto, colapsaban, liberando energía.
Aunque las piedras pueden ser usadas de muchas maneras, los guerreros han comenzado a usarlas para combatir. Habiéndolas convertido en bloques, estas Batallas de Piedra sacudieron a Cleo.
Era inevitable que, eventualmente, el poder cayera en manos de fuerzas malignas; y cuando esto sucedió, Hawk, Ruu y Ed refinaron sus habilidades como Guerreros de Piedra. Tomando sus armas, comenzaron a entrenar intensamente...

## Jugabilidad
El juego consiste en acabar con la vida de tu oponente antes de que el acabe con la tuya. La mecánica de juego se basa en reunir 3 o más piezas similares en línea, ya sea en vertical, horizontal o diagonal. Una vez logrado esto, las piezas desaparecen y liberan un poder:
- Los cuchillos lanzan una daga al rival.
- Los huevos lanzan un dragón al rival.
- Los pergaminos lanzan una bola de fuego al rival.
- Las pociones recuperan un poco de tu salud.
- Los corazones recuperan la salud al completo y hacen que la barra de vida aumente de tamaño.
- Los bloques lilas no tienen ningún efecto.

Si en un solo turno se eliminan varias filas de bloques de manera encadenada, se desbloqueará una animación en la que nuestro personaje realizará uno o varios ataques cuyo daño se sumará al ya causado. Además, aparecerán bloques petrificados en la pantalla de nuestro rival, los cuales no descienden cuando lo hacen los que se encuentran bajo ellos.
Al juntar 5 bloques iguales se obtiene la posibilidad de lanzar una habilidad especial, pudiendo acumular hasta tres a la vez. Esta habilidad variará en función del personaje, pudiendo consistir en eliminar los bloques lilas (Hawk), eliminar los bloques petrificados (Ed), eliminar las pociones y recuperar parte de tu salud (Ruu) o  eliminar las tres primeras filas de bloques (algunos personajes no seleccionables en el modo historia).

## Recepción y legado
Marçal Mora Cantallops, en su libro Rompecabezas: Cinco décadas de videojuegos y puzles, lo consideró un juego divertido, calificándolo de precursor de Super Puzzle Fighter II Turbo y Puzzle Quest .  El juego también ha sido bien recibido por los críticos de Internet.   
En el año 2000 se creó una traducción al inglés del título.  El juego se agregó a Project EGG de la empresa japonesa D4 Enterprise, un servicio de emulación con licencia, en 2011.  
En el año 2018, el juego apareció en Pierre Taki no Shonnai, el programa de variedades japonés de Pierre Taki.   